# SARS-CoV-2 lignaggio B.1.617.2
     10 000+ sequenze confermate
     5 000–9 999 sequenze confermate
     1 000–4 999 sequenze confermate
     100–999 sequenze confermate
     10–99 sequenze confermate
     1–9 sequenze confermate
     nessun dato

Diffusione globale della Variante Delta al 10 agosto 2021
10000+ sequenze confermate
5000–9999 sequenze confermate
1000–4999 sequenze confermate
100–999 sequenze confermate
10–99 sequenze confermate
1–9 sequenze confermate
nessun dato

La variante SARS-CoV-2 Delta, indicata anche come B.1.617.2 secondo la nomenclatura PANGO, è un lignaggio del beta coronavirus SARS-CoV-2 comprendente tutte le sottovarianti AY.* , che secondo la nomenclatura PANGO sono anche indicate come B.1.617.2.*  Secondo il sistema di classificazione filogenetica Nextstrain le varianti Delta rientrano neI clado 20A, da cui discendono i cladi 20I e 20J. La prima occorrenza è stata rilevata nell'ottobre 2020 in India nello Stato del Maharashtra.  È stata classificata dall'Organizzazione mondiale della sanità a metà maggio 2021(OMS) come "variante di preoccupazione" (Variant of Concern, in sigla VOC).
In India, la variante Delta ad aprile e maggio 2021 ha causato una seconda ondata di COVID-19 più di tre volte superiore a quella dell'autunno 2020. A luglio 2021, Delta è stata la variante in più forte crescita in tutto il mondo comportando in molti paesi una nuova ondata di contagi, alimentata da una maggiore mescolanza e mobilità sociale e dall'uso incoerente di comprovate misure sanitarie e sociali. Da settembre a metà novembre 2021 la variante Delta era la variante dominate in praticamente tutto il mondo. In Italia dal 26 luglio al 13 dicembre 2021 ha rappresentato oltre il 90% di sequenziamenti.
Le persone infette dalla variante delta infettano in media più del doppio delle persone rispetto a quelle infette dal tipo originario di SARS-CoV-2. Secondo una pubblicazione su The Lancet a metà luglio 2021, il numero di riproduzione di base della variante Delta è quasi 7. Il tempo che intercorre tra l'infezione e il rilevamento del virus si riduce in media da sei a quattro giorni. Uno studio dalla Cina, che ha esaminato l'intervallo di tempo dall'esposizione di una popolazione in quarantena al primo risultato positivo della reazione a catena della polimerasi (più precisamente: RT-PCR) durante un focolaio della variante Delta, ha scoperto che la carica virale con un'infezione Delta era circa 1 200 volte superiore rispetto alle precedenti varianti VOC di SARS-CoV-2.

Il rischio per un decorso grave della malattia di COVID-19 in un ospedale con un'infezione con la variante Delta è circa il doppio di quelli dell'infezione con la versione Alfa.

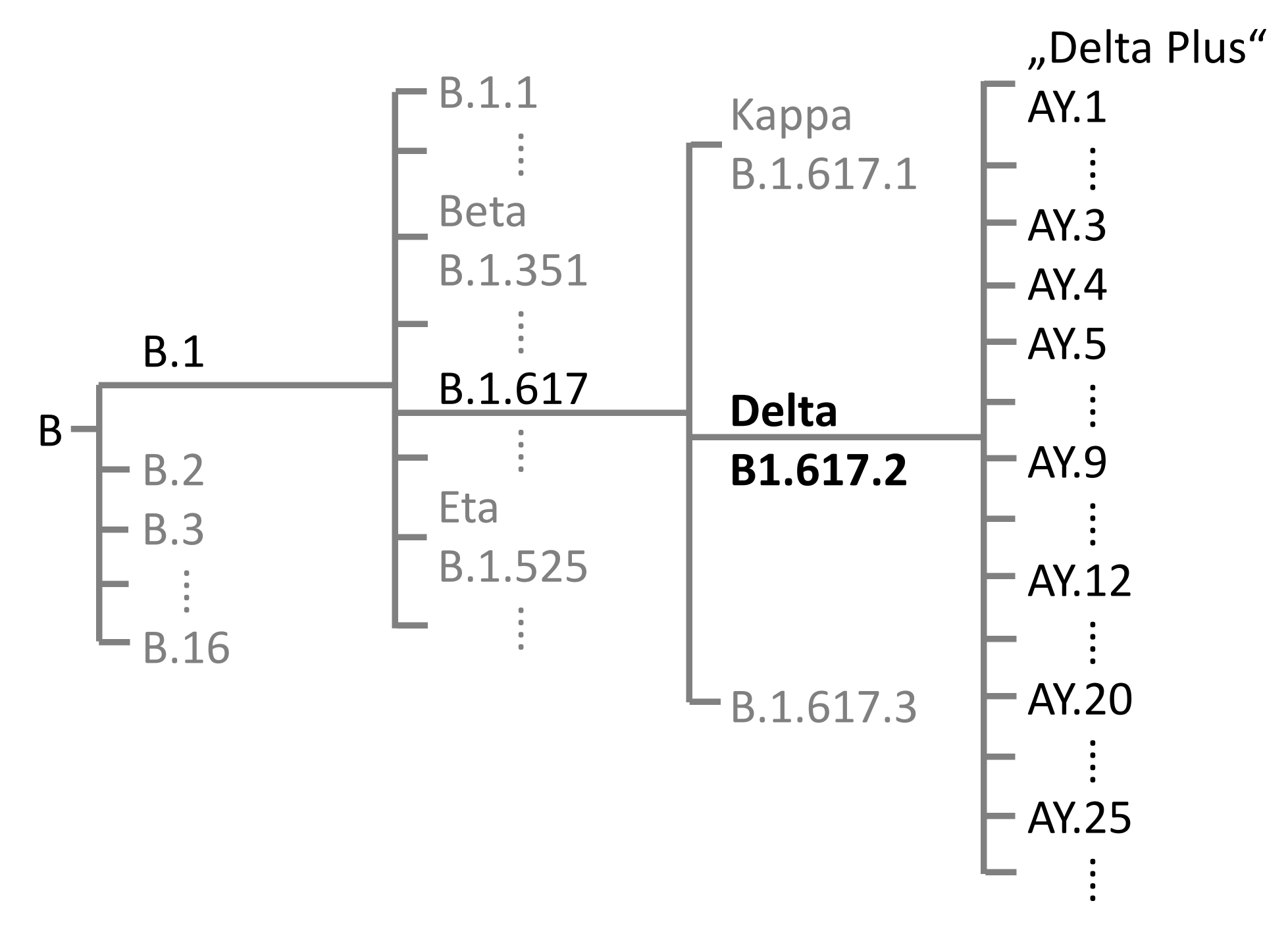
Diagramma filogenetico della variante Delta B-1-617-2

Le vaccinazioni prevengono le infezioni con la variante Delta in almeno circa la metà dei casi. Il rischio di ammalarsi gravemente o di morire è in media più di dieci volte superiore per le persone non vaccinate rispetto a quelle che sono state vaccinate, anche se l'effetto protettivo delle vaccinazioni diminuisce nel tempo.

## Varianti e mutazioni
| Mutazioni (sostituzioni, delezioni) della variante Delta | Mutazioni (sostituzioni, delezioni) della variante Delta |
| --- | -------------------------------------------------------- |
| Gene | Amminoacido                                              |
| ORF1a | A1306S                                                   |
| ORF1a | P2287S                                                   |
| ORF1a | V2930L                                                   |
| ORF1a | T3255I                                                   |
| ORF1a | T3646A                                                   |
| ORF1b | P314L                                                    |
| ORF1b | G662S                                                    |
| ORF1b | P1000L                                                   |
| ORF1b | A1918V                                                   |
| Proteina S (Spike) | T19R                                                     |
| Proteina S (Spike) | G142D                                                    |
| Proteina S (Spike) | E156G                                                    |
| Proteina S (Spike) | del157/158                                               |
| Proteina S (Spike) | L452R                                                    |
| Proteina S (Spike) | T478K                                                    |
| Proteina S (Spike) | D614G                                                    |
| Proteina S (Spike) | P681R                                                    |
| Proteina S (Spike) | D950N                                                    |
| ORF3a | S26L                                                     |
| Proteina M (membrana) | I82T                                                     |
| ORF7a | V82A                                                     |
| ORF7a | T120I                                                    |
| ORF7b | T40I                                                     |
| ORF8 | S84L                                                     |
| ORF8 | del119/120                                               |
| Proteina N (nucleocapside) | D63G                                                     |
| Proteina N (nucleocapside) | R203M                                                    |
| Proteina N (nucleocapside) | G215C                                                    |
| Proteina N (nucleocapside) | D377T                                                    |
| Legenda: Sostituzioni, es: A63T l’alanina63 viene sostituita dalla treonina Delezioni, es: del31/33 la sequenza salta gli amminoacidi dalla posizione 31 alla 33 Sfondo giallo: adiacenti o all'interno del dominio di clavaggio della furina Sfondo rosa le mutazioni nel dominio di legame del recettore |                                                          |

Il lignaggio B.1.617 ha tre discendenze secondo la nomenclatura PANGO:
- B.1.617.1, rilevata per la prima volta in India nel dicembre 2020
- B.1.617.2, rilevata per la prima volta in India alla fine del 2020
- B.1.617.3, osservata per la prima volta nel gennaio 2021

Alla fine di maggio 2021 dopo aver introdotto una nuova politica di utilizzo delle lettere greche per le varianti di preoccupazione e le varianti di interesse (VOI), l'OMS ha assegnato l'etichetta Delta al lignaggio B.1.617.2 e Kappa al lignaggio B.1.617.1.
Visto che: più alta è la diffusione, più alta è la probabilità di mutazioni; del lignaggio B.1.617.2 sono state identificate numerose sottovarianti, classificate come AY.* , con l'asterisco al posto del numero che rappresenta l'ordine di discendenza con cui sono state scoperte. Nella nomenclatura Pango la variante AY.4.2, discendenza della sottovariante AY.4, diventa B.1.617.2.4.2.
Alla fine del 2021 sono state identificate più di 200 sottovarianti AY*.
Le mutazioni nel peplomero (proteina S) rispetto alla sequenza di riferimento che caratterizzano il lignaggio B.1.617 presenti nella variante Delta sono:
- L452R. La sostituzione in posizione 452 di arginina al posto di leucina, conferisce una maggiore affinità della proteina spike per il recettore ACE2 e una ridotta capacità di riconoscimento del sistema immunitario. Queste mutazioni, se prese singolarmente, non sono uniche per la variante; piuttosto, il loro verificarsi simultaneo è. Questa mutazione è presente in tutti e tre i sottolignaggi di B.1.617.
- T478K. La sostituzione in posizione 478 di lisina al posto di treonina che si trova solo nel lignaggio B.1.617.2 (variante Delta) e si trova come la L452R nel dominio di legame del recettore.
- D614G. La sostituzione in posizione 614 di glicina al posto di acido aspartico è condivisa con tutte altre varianti altamente trasmissibili VOC e VOI.
- P681R. La sostituzione in posizione 681 di arginina al posto di prolina, che attiverebbe il sito di scissione della furina S1-S2 e può essere associato a una maggiore suscettibilità alle proteasi simili alla furina dell'ospite aumentando l'infettività a livello cellulare della variante. La mutazione P681R garantisce un aumento significativo della replicazione della variante Delta rispetto alla mutazione P681H della variante Alpha.

a queste nel lignaggio B.1.617.2 si aggiungono le sostituzioni T19R, G142D, D950N
La mutazione E484Q, cioè la sostituzione in posizione 484 di glutammina al posto di acido glutammico, conferisce al lignaggio B.1.617 un potenziale di legame più forte al recettore ACE2 umano, nonché una migliore capacità di eludere il sistema immunitario dell'ospite rispetto ad altre varianti. Questa mutazione non è presente nel genoma B.1.617.2 della variante Delta ma altre sostituzioni dell'acido glutammico in posizione 484 sono presenti nelle varianti Beta, Gamma, Omicron. Nella variante Delta la mutazione T478K, in combinazione con l'assenza di E484Q, è direttamente correlata alla trasmissibilità. La sostituzione T478K si verifica nella variante Delta e Omicron ed è nella stessa area degli epitopi della proteina S dove agiscono le sostituzioni dell'acido glutammico in posizione 484 di altre varianti.

### Varianti AY.*
Delle oltre 200 sottovarianti AY.*  della Delta B.1.617.2 non è stato possibile determinare un diverso effetto biologico.
La denominazione "Delta plus" attribuita inizialmente alla variante AY.1 in molte pubblicazioni è stata utilizzata anche per altre sottovarianti AY.*.
Sono state rilevate varie mutazioni nella proteina S tra cui: V70F, G142D, Y145H, A222V, W258L, K417N, T572I, Q613H, A701S, T791I, A1078S, V1104L, D1153Y, V1264L e A222V. Di queste, solo la mutazione K417N, che potrebbe sfuggire il legame dell'anticorpo e diminuire il legame al recettore ACE2, è nota come presente nelle altre varianti rilevanti (VOC e VOI): Beta, Gamma, Omicron.
Il riconoscimento delle sottovarianti è stato utilizzato principalmente per il monitoraggio regionale della diffusione del virus. Alcune varianti Delta plus hanno avuto una diffusione circoscritta entro i confini di alcune nazioni caratterizzando la diffusione regionale del virus.
- AY.1 alias B.1.617.2.1 nota come "Delta plus" riconoscibile per la prevalenza di alcune mutazioni chiave (T95I, G142D, Y145H, R158G, A222V, L452R, T478K, K417N.[20][21] Ha la caratteristica che i vaccini precedenti sono meno efficaci. Il vaccino AZD1222 di AstraZeneca, ad esempio, mostra un effetto protettivo significativamente ridotto con un'efficacia del 10,4% 14 giorni dopo la vaccinazione completa contro i decorsi della malattia da lievi a moderati della variante Beta.[22] AY.1 è più facilmente trasferibile rispetto alla variante Beta. Secondo i risultati iniziali, il virus ha un legame più forte con i recettori sugli pneumociti e una risposta presumibilmente ridotta agli anticorpi monoclonali.[23] La variante AY.1 è stata rilevata al di fuori dell'India in Canada, Germania, Russia, Nepal, Svizzera, Polonia, Giappone e Stati Uniti.[24]
- AY.3 alias B.1.617.2.3 è stata identificata per la prima volta a metà aprile 2021.[25] Lignaggio statunitense che si è diffuso anche nel Regno Unito e Israele a metà agosto 2021, con un numero di casi relativamente basso. Sembra molto virulenta in termini di tasso di infezione e sembra che mostri una relativa resistenza al vaccino. In Europa, la proporzione è rimasta al di sotto del 2% fino all'autunno 2021.[26]
- AY.4 alias B.1.617.2.4 si è diffusa nell'estate 2021. Si distingue per la mutazione A1711V e, dall'estate alla fine del 2021, si stima che rappresenti un 13-20% della diffusione mondiale della variante Delta.
- AY.4.2 alias B.1.617.2.4.2 è una sottovariante della AY.4 diffusasi a metà del 2021 soprattutto nel Regno Unito. Contiene le mutazioni Y145H e A222V, che sono state trovate in varie altre varianti dall'inizio della pandemia.[27] La posizione della mutazione Y145H è all'interno di un intervallo della proteina spike che viene spesso utilizzata per il riconoscimento e la neutralizzazione da parte degli anticorpi. Si presume che questa mutazione possa dare al virus una maggiore capacità di sfuggire all'immunità.
- AY.12 alias B.1.617.2.4 si è diffusa prevalentemente in Israele[28] ed è caratterizzata dalla mutazione T791I nella proteina S e P42S nel gene Orf3a.[29]
- AY.43 alias B.1.617.2.43 si è diffusa prevalentemente in Europa ed è caratterizzata dalle mutazioni L452R, T478K[30] nel dominio di legame del recettore comportando un'alta trasmissibilità. Ha raggiunto una prevalenza cumulativa pari al 4% della diffusione mondiale della variante Delta.[16]